# Амалія Саксен-Кобург-Готська
Амалія Саксен-Кобург-Готська (нім. Amalie von Sachsen-Coburg und Gotha), повне ім'я Марія Луїза Франциска Амалія Саксен-Кобург-Готська (нім. Marie Luise Franziska Amalie von Sachsen-Coburg und Gotha; 23 жовтня 1848 — 6 травня 1894) — представниця Саксен-Кобург-Готської династії, донька принца Августа Саксен-Кобург-Готського та французької принцеси Клементини Орлеанської, дружина герцога Баварії Максиміліана Емануеля.

## Біографія

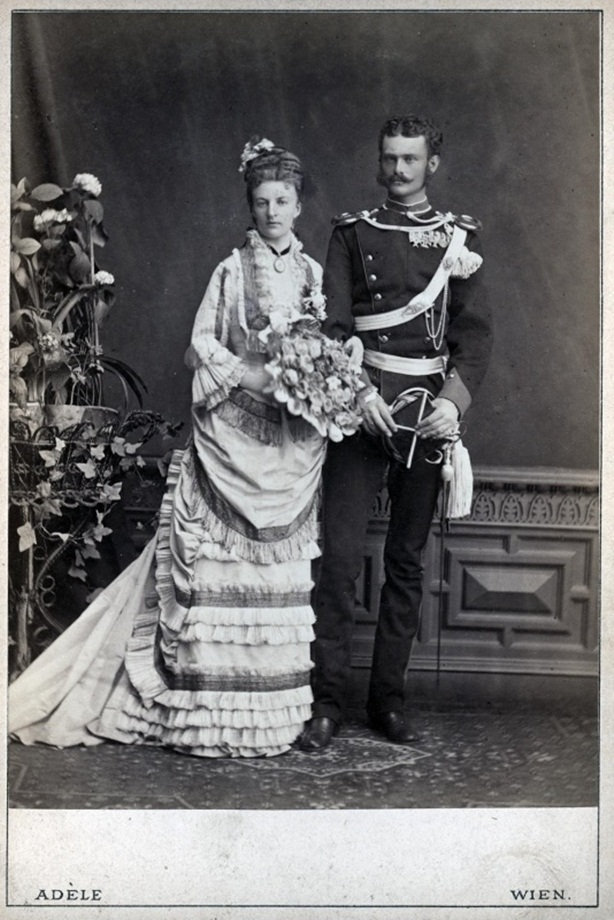
Амалія та Максиміліан, 1875

Амалія народилась 23 жовтня 1848 року у Кобурзі. Вона була четвертою дитиною та другою донькою в родині принца Августа Саксен-Кобург-Готського, який походив з гілки Саксен-Кобург-Кохарі, та його дружини Клементини. Мала старших братів Філіпа та Августа й сестру Клотильду. За дванадцять років у неї з'явився молодший брат Фердинанд.
З дитинства призначалася у дружини баварському принцу Леопольду. Однак у неї закохався молодший син баварського герцога, Максиміліан. Свої почуття він довірив улюбленій сестрі Елізабет. Маючи намір уберегти брата від душевних страждань, вона запросила Леопольда у гості. Під час цього тривалого візита принцу тактовно натякнули, що його шлюб із донькою імператора Ґізелою буде дуже схвально прийнятий. За кілька днів пара заручилася. Коли пройшов певний час, Елізабет улаштувала майбутнє Максміліана та Амалії. Вони пошлюбилися 20 вересня 1875 року у містечку Ебенталь. Союз виявився дуже щасливим.
У пари народилося троє синів.
Сімейство мешкало в палаці Бідерштайн під Мюнхеном і неофіційно йменувалася «Бідерштайнской лінією» Віттельсбахів.
Помер 1893 у році в 43-річному віці від крововиливу у шлунок. Амалія, дуже сумуючи за ним, пішла з життя менш, ніж за рік. Похована в родинному склепі у церкві Святого Квірінуса в Тегернеє.

## Родина
Чоловік — Максиміліан Еммануїл Баварський
Діти:
- Зігфрід Август Максиміліан (1876—1952) — герцог Баварський, нетривалий час був заручений із Марією Аннунціатою Австрійською, одружений не був, дітей не мав;
- Крістоф Йозеф Клеменс (1879—1963) — герцог Баварський, був пошлюблений з Анною Сібіг, дітей не мав;
- Луїтпольд Емануель Людвіг (1890—1973) — герцог Баварський.

## Нагороди
- Орден Терези (Баварське королівство).

## Титули
- 23 жовтня 1848—20 вересня 1875 — Її Світлість Принцеса Амалія Саксен-Кобург-Готська, герцогиня Саксонська;
- 20 вересня 1875—6 травня 1894 — Її Королівська Високість Герцогиня Амалія Баварська, Принцеса Саксен-Кобург-Готська, герцогиня Саксонська.